# Adolphe Roehn
Adolphe Eugène Gabriel Roehn né le 5 mars 1780 à Paris et mort le 19 octobre 1867 à Malakoff est un peintre français.

## Biographie
Adolphe Roehn commence à peindre d'une manière autodidacte, sans maître, des scènes historiques, puis plus tard, il se spécialise dans la peinture de genre et de portraits.
À partir de 1800, il participe chaque année au Salon. Il obtient la médaille d'argent du concours lors du Salon de 1810 avec Le Lendemain de la bataille d'Eylau, une commande du prince de Neufchâtel ; puis la médaille d'or au Salon de 1819. Il obtient également deux autres médailles aux expositions de Lille en 1824 et de Douai en 1826.
En 1831, il tient un atelier de dessins et de peintures pour femmes.
Il est le père du peintre Jean-Alphonse Roehn.

## Œuvres
- La Bataille de Marengo, 1801, en collaboration avec Louis-Jean Gadbois.
- Halte de soldats, 1804. Reproduit par lithographies.
- Entrevue de Napoléon Ier et d'Alexandre Ier sur le Niemen. 25 juin 1807, Versailles, musée de l'Histoire de France[4].
- Hôpital militaire des français et des russes à Marienbourg. Juin 1807, 1808, Versailles, musée de l'Histoire de France. Interprété en gravure par Friedrich Schroeder (1768-1839).
- Vivant Denon remettant dans leurs tombeaux les restes du Cid et de Chimène, 1809, Paris, musée du Louvre.
- Le Lendemain de la bataille d'Eylau, 1809.
- Bivouac de Napoléon sur le champ de bataille de Wagram pendant la nuit du 5 au 6 juillet 1809, 1810, Versailles, musée de l'Histoire de France. Interprété en gravure par Heinrich Guttenberg.
- Bonaparte reçoit à Millesimo les drapeaux enlevés à l'ennemi. 16 avril 1796, 1812.
- Entrée de l'armée française à Dantzig. 27 mai 1807, 1812, Versailles, musée de l'Histoire de France.
- Louis XVI, au séjour des bienheureux, reçoit le duc d'Enghien, 1814, Vigo, musée Quiñones de Léon (es).
- Combat à Gillette. 19 octobre 1793, 1836, Versailles, musée de l'Histoire de France.
- Prise du camp de Perulle. 10 avril 1793, 1836.
- Entrée de l'armée française à Chambéry. 25 septembre 1792, 1837, Versailles, musée de l'Histoire de France.

Œuvres d'Adolphe Roehn
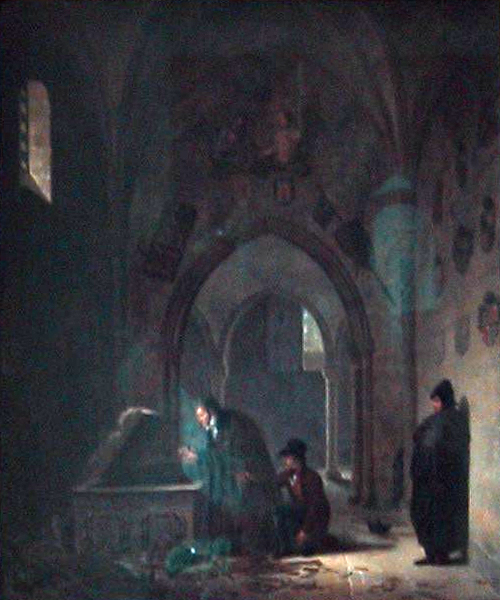
Vivant Denon remettant dans leurs tombeaux les restes du Cid et de Chimène (1809), Paris, musée du Louvre.
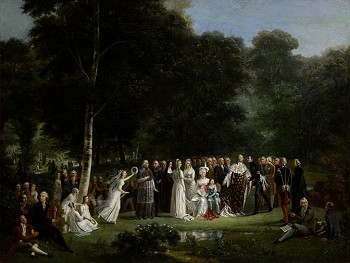
Louis XVI, au séjour des bienheureux, reçoit le duc d'Enghien (1814), Vigo, musée Quiñones de Léon (es).
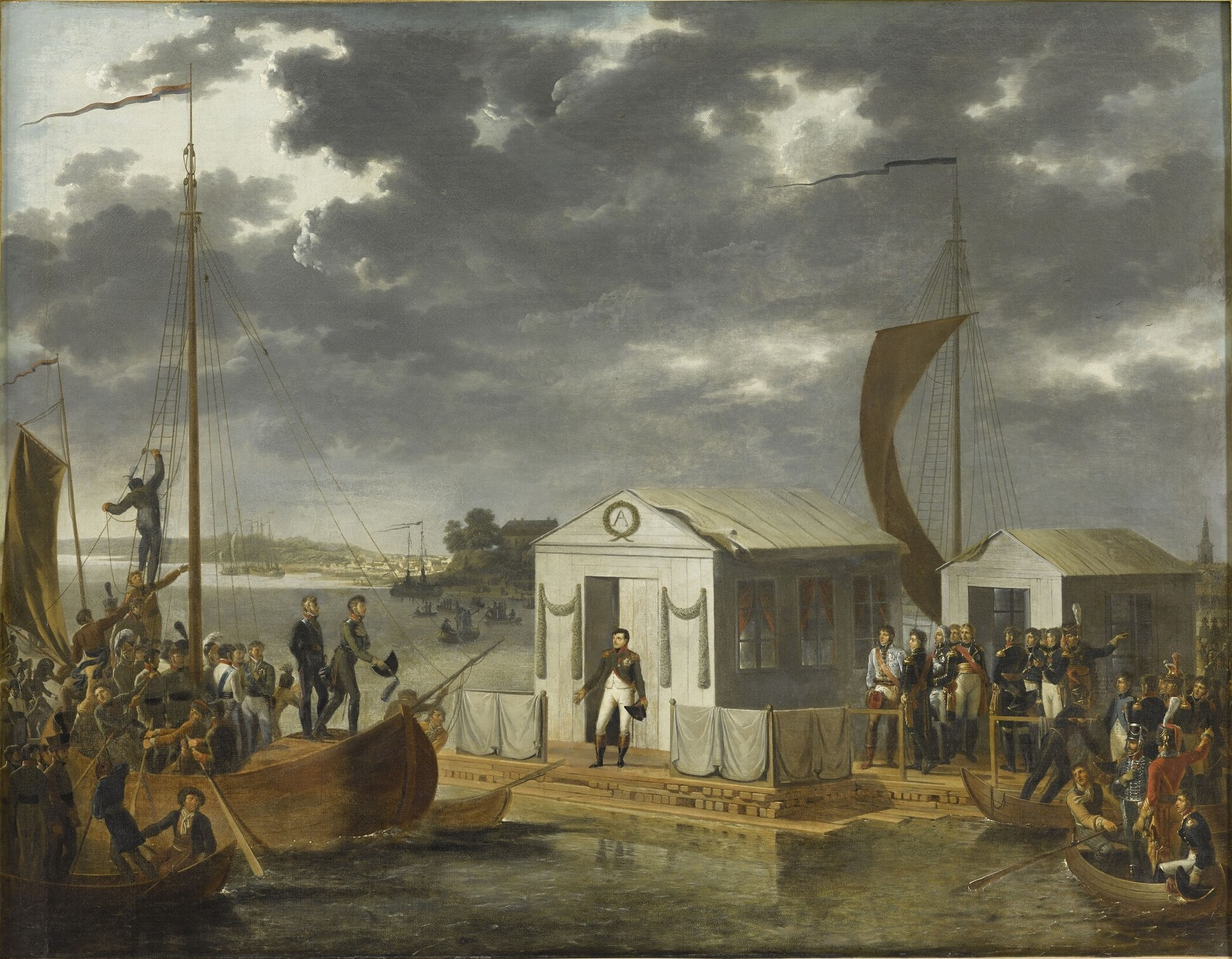
Entrevue de Napoléon Ier et d'Alexandre Ier sur le Niemen. 25 juin 1807, Versailles, musée de l'Histoire de France.